# Muerte de Rey Rivera
Rey Rivera (Madrid, 10 de junio de 1973–Baltimore, Maryland; 24 de mayo de 2006) fue un ciudadano estadounidense cuyo cuerpo fue hallado en el interior del histórico Belvedere Hotel, situado en el barrio de Mount Vernon, en Baltimore (Maryland). Aunque el Departamento de Policía de la ciudad dictaminó que se trataba probablemente de un suicidio, las circunstancias de la muerte de Rivera son misteriosas y controvertidas.

## Antecedentes

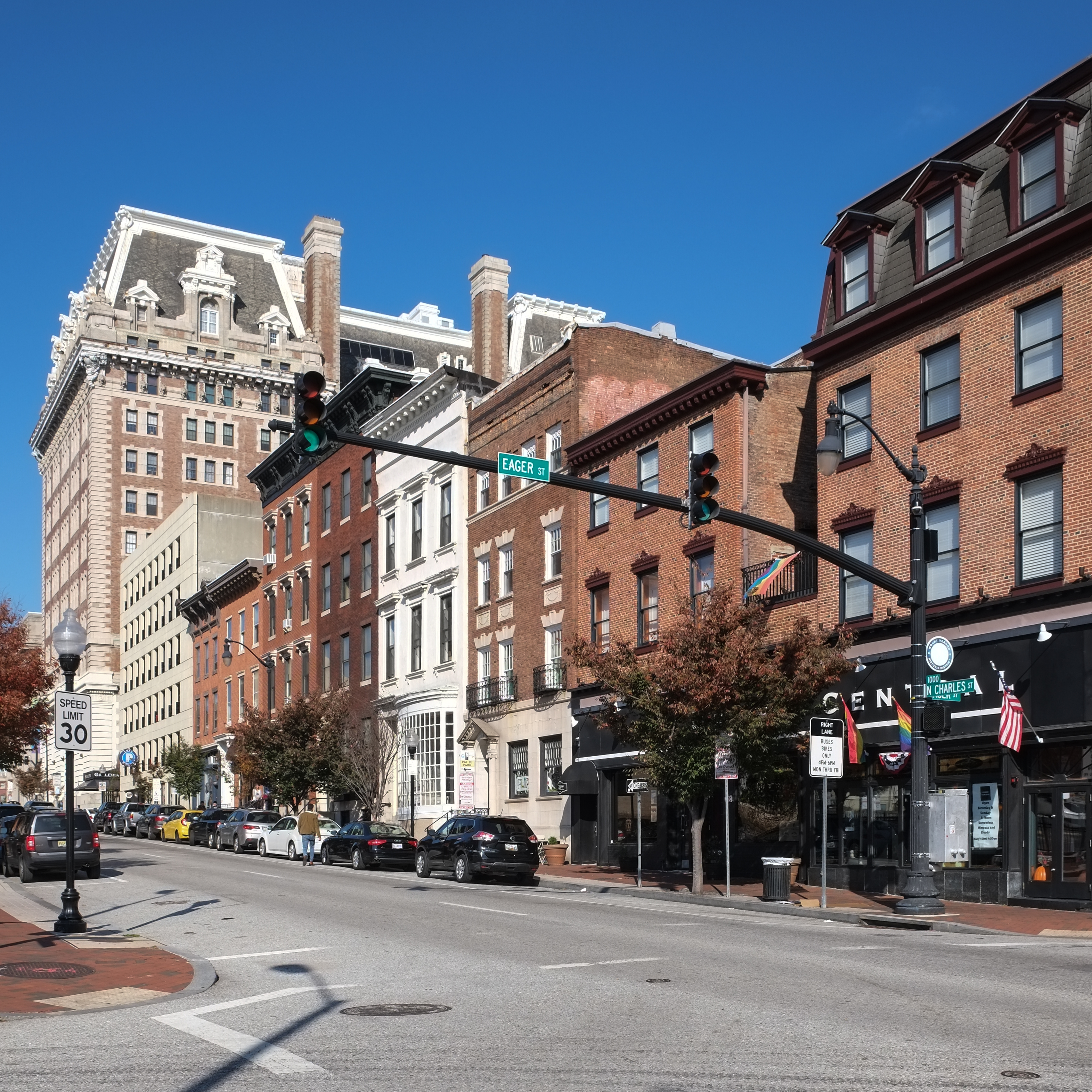
El coche de Rivera fue encontrado en un aparcamiento de la calle St. Paul. El Hotel Belvedere se encuentra en la parte superior izquierda.

Rey Omar Rivera nació el 10 de junio de 1973 en Madrid, capital de España, siendo hijo de Ángel y María Rivera, oriundos de Puerto Rico. En el momento de su desaparición, Rivera y su esposa Allison se habían trasladado a Baltimore desde California para trabajar para su viejo amigo, el editor Porter Stansberry, como escritor y videógrafo para la empresa de inversiones de Stansberry, Stansberry & Associates Investment Research, una filial de Agora Publishing.

## Desaparición
Rivera desapareció de su casa el 16 de mayo de 2006, poco después de recibir una llamada telefónica de la centralita de Agora Publishing, según un huésped que se alojaba en la residencia de Rivera en ese momento. Tras varios días buscando pistas sobre su paradero, los suegros de Rivera encontraron su coche en un aparcamiento de la calle Saint Paul, en el barrio de Mount Vernon de Baltimore, cerca de su lugar de trabajo. Los compañeros de trabajo de Rivera subieron a la azotea de un aparcamiento cercano al lugar donde se encontró el coche y observaron un agujero en el techo del ala sur del hotel Belvedere, situado al lado. La policía pronto descubrió el cuerpo parcialmente descompuesto de Rivera dentro de la sala de conferencias situada debajo del agujero.

## Investigación oficial
Cuando la policía comenzó a analizar el caso, numerosos aspectos parecían extraños en relación con el salto de Rivera desde el tejado principal del hotel Belvedere. En parte debido al tejado abuhardillado del hotel, había una distancia horizontal considerable entre el hotel y la ubicación del agujero en el tejado inferior. La caída vertical de aproximadamente de 60 metros habría durado aproximadamente 3,3 segundos. Esto sugiere que Rivera, si realmente saltó desde el tejado y recorrió una distancia horizontal de 13 metros antes del impacto, habría tenido que alcanzar una velocidad horizontal de 16 km/hora, lo que supone una velocidad entre una carrera rápida y un sprint para un hombre medio en buena forma física que lleva zapatillas deportivas. Rey llevaba chanclas o iba descalzo y habría tenido una carrera máxima de poco más de 5 metros (2,5 segundos).
Las gafas y el teléfono de Rivera se encontraron relativamente intactos en el techo inferior, cerca del agujero. Debido a que las circunstancias que rodean el incidente no están claras, el forense calificó la causa de la muerte de Rivera como «indeterminada».
Después de buscar pruebas en la casa, la esposa de Rivera encontró una nota detrás de su ordenador. La confusa nota incluía los nombres de figuras prominentes de Hollywood, títulos de películas, citas de la masonería y otras divagaciones. El FBI analizó la nota y dictaminó que no era de naturaleza suicida. El Departamento de Policía de Baltimore pronto se retiró de la investigación tras dictaminar que la muerte de Rivera era un probable suicidio.

## Cobertura mediática y teorías alternativas
La muerte de Rivera apareció en un episodio de Unsolved Mysteries, serie documental de Netflix, publicado en julio de 2020. Una teoría adicional ofrecida por el programa es que Rivera pudo haber saltado desde una cornisa varios pisos por debajo del tejado, pero habría sido difícil para Rivera acceder a la cornisa desde los condominios y oficinas de propiedad privada que tenían ventanas que daban a la cornisa.